# Centro d'informazione sulla sterilizzazione e sull'aborto
Il Centro d'informazione sulla sterilizzazione e sull'aborto (CISA) fu fondato a Milano nel 1973 tra gli altri da Emma Bonino, Adele Faccio, Luigi De Marchi e Maria Adelaide Aglietta con lo scopo di fornire informazione e assistenza su contraccezione, sterilizzazione e aborto. La sede del CISA è quella storica del Partito Radicale a Milano, in corso di Porta Vigentina 15/A, sede dell'Associazione Radicale Enzo Tortora - Radicali Milano fino al 23 ottobre 2007, giorno in cui i radicali furono sfrattati dalla storica sede.
Nel 1975 la Bonino, all’epoca dirigente del Centro Informazione sulla Sterilizzazione e l’Aborto non solo fu arrestata, ma ella stessa si consegnò agli arresti, allo scopo di sensibilizzare sul tema dell’aborto e solo in seguito, un anno dopo, entrò in politica coi nascenti Radicali.
Emma Bonino ha sostenuto che il suo scopo non era praticare aborti clandestini, ma sottrarre le donne all’aborto clandestino, effettuato all’estero per le persone più abbienti, in condizioni igienico-sanitarie malagevoli per i ceti poveri, usando un metodo (il metodo Karman) che fosse possibile praticare in sicurezza anche usando apparati alternativi a quelli usuali.
I dépliant del CISA peraltro esprimevano sin dal primo momento quale sarebbe stato il limite di tempo entro il quale sarebbero intervenuti per mezzo di medici che praticano l’aspirazione con la cannula Karman. Non è un atto chirurgico e non è un intervento operatorio dannoso per l’utero, come il raschiamento. È un sistema meccanico con cui, per mezzo di una piccola canna e di una pompa aspirante, si aspira il contenuto dell’utero e l'eventuale embrione presente prima del terzo mese, come prevedono tra l'altro le attuali norme sull’IVG.